# Adam Ružička
Adam Ružička (Bratislava, Eslovaquia, 11 de mayo de 1999) es un jugador profesional eslovaco de hockey sobre hielo que se desempeña en la posición de centro en Arizona Coyotes, equipo de la National Hockey League (NHL).

## Carrera
Fue seleccionado en la cuarta ronda en la NHL Entry Draft de 2017. En 2020 hizo su debut profesional con el equipo Calgary Flames, en el cual jugó cuatro temporadas (2020-2023), después pasó a Arizona Coyotes, donde lleva jugando una temporada.